# Defensa Ciudadana
La Defensa Ciudadana de la Villa y Corte de Madrid o simplemente Defensa Ciudadana fue una milicia de voluntarios activa en Madrid durante la crisis de la Restauración, con un impacto muy limitado a efectos prácticos en la sociedad madrileña.

## Historia
La Defensa Ciudadana, que fue una de las dos guardias cívicas paramilitares creadas en la capital española junto con la Unión Ciudadana, fue creada en el contexto de la crisis de 1917 promovida por Claudio López Bru, el marqués de Comillas, organizada mediante la Junta Central de Acción Católica. La milicia, cuya sede fue instalada en los locales de los sindicatos católicos de Madrid, cedidos por el marqués de Comillas, contó con armas y vehículos blindados para la protección de edificios religiosos en caso de que se convocara una huelga general o insurrección por parte del movimiento obrero. En 1920 se convirtió en el Somatén local de Madrid.